# Pomnik Jakowa Swierdłowa w Jekaterynburgu
Pomnik Jakowa Swierdłowa w Jekaterynburgu (ros. Памятник Якову М. Свердлову) – pomnik znajdujący się w Jekaterynburgu, w obwodzie swierdłowskim. Przedstawia on Jakowa Swierdłowa, bolszewicką głowę państwa sowieckiego w latach 1917-1919. Odsłonięty w 1927 roku.

## Historia
Pomnik Jakowa Swierdłowa w Jekaterynburgu położony jest w centrum miasta, w rejonie oktiabrskim, przy prospekcie Lenina. Umiejscowiony został pomiędzy dwoma ważnymi budynkami użyteczności publicznej, siedzibą Uralskiego Uniwersytetu Federalnego im. Borysa Jelcyna i gmachem Jekaterynburskiego Teatru Opery i Baletu. Jakow Swierdłow przebywał na ziemi uralskiej w latach 1905–1906, a już po przewrocie bolszewickim i zakończeniu rosyjskiej wojny domowej sowieckie władze miasta zaczęły planować uhonorowanie zmarłego niedawno Swierdłowa. W marcu 1923 roku na spotkaniu władz partyjnych padła oficjalna propozycja wystawienia Jakowowi Swierdłowowi pomnika.
W tym samym roku rozpisano oficjalny konkurs na jego projekt. Na czele komisji konkursowej stanął węgierski działacz rewolucyjny, Béla Kun, który kierował wówczas komórką do spraw agitacji i propagandy przy uralskim biurze Rosyjskiej Partii Komunistycznej (bolszewików). Nadesłane projekty nie znalazły uznania wśród członków komisji (niektóre z nich zachowały się jednak do dziś) i ostatecznie zdecydowano się zwrócić o pomoc do specjalistów z Leningradu. Jeszcze w 1919 roku na miejscu dzisiejszego pomnika stanęła stela poświęcona Komunie Paryskiej. W 1927 roku władze Swierdłowska zdecydowały o zastąpieniu jej pomnikiem Jakowa Swierdłowa, bolszewickiego patrona miasta. Do wykonania pomnika wytypowany został leningradzki duet, rzeźbiarz M. J. Charłamow (М. Я. Харламов) i projektant S. W. Dombrowski (С. В. Домбровский). Rzeźbę wykonano w leningradzkich zakładach Krasnyj Wyborżec. W celu konstrukcji pomnika zebrano łącznie około 200 tysięcy rubli. Jest ona przykładem charakterystycznego dla lat dwudziestych XX wieku stylu romantyczno-rewolucyjnego, który cieszył się popularnością w ówczesnej sowieckiej architekturze.
Pomnik został odsłonięty 15 lipca 1927 roku i uświetnić miał on ósmą rocznicę odbicia miasta z rąk białej armii dowodzonej przez Aleksandra Kołczaka. Uroczystości przewodniczył Nikołaj Szwernik, pełniący w tamtym czasie funkcję sekretarza uralskiego komitetu Wszechzwiązkowej Komunistycznej Partii (bolszewików).

## Charakterystyka
Wykonana z brązu rzeźba przedstawiająca Jakowa Swierdłowa mierzy 3,93 metry wysokości. Swierdłow, znany orator, został przedstawiony w czasie jednej ze swych mów skierowanych do uralskich robotników. Jego prawa ręka jest uniesiona, rysy postaci są żywe, co całości dodawać ma dynamizmu. Postać Swierdłowa odwzorowana została w jego słynnej skórzanej kurtce. Figura działacza bolszewickiego została umieszczona na skraju szarego głazu z szartaskiego granitu. Łączna wysokość pomnika wynosi 5,20 metry. Na cokole wyryta została następująca inskrypcja:

Jakowowi Michajłowiczowi
Swierdłowowi
(towarzyszowi Andriejowi)
uralscy robotnicy

Pomnik w czasach sowieckich był jednym z symboli miasta. Po rozpadzie Związku Radzieckiego zachowanie pomnika Swierdłowa, obarczanego odpowiedzialnością za mord Mikołaja II i rodziny cesarskiej, a także prześladowania Kozaków, uważane jest w niektórych kręgach za kontrowersyjne. Pomnik był parokrotnie celem aktów wandalizmu, m.in. oblewano go farbą.